# Frostův diagram

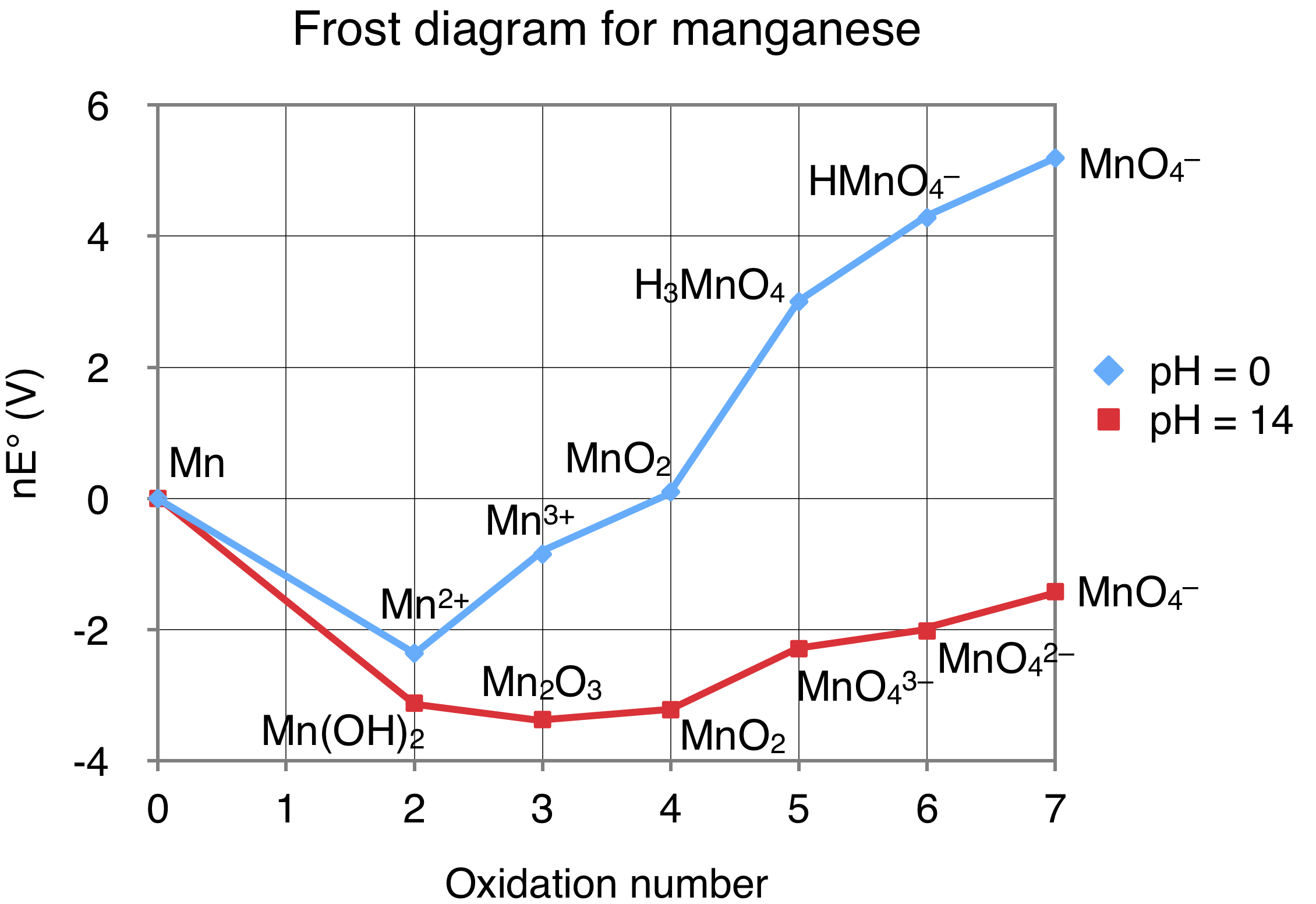
Frostův diagram manganu pro dvě různé hodnoty pH

Frostův diagram (též Frostův-Ebensworthův diagram) pro chemický prvek se používá v elektrochemii, kde graficky znázorňuje termodynamickou stabilitu jednotlivých oxidačních stavů prvku za daného pH.
Na vodorovné ose jsou vyneseny jednotlivé oxidační stavy, a to podle různých zdrojů buď ve stoupajícím, nebo klesajícím pořadí. Na svislé ose jsou pak hodnoty -ΔG0 (standardní Gibbsova energie) reakce vzniku daného oxidačního stavu z prvku s neutrálním nábojem, nebo častěji -ΔG0/F, kde F je Faradayova konstanta. Díky vztahu ΔG0 = nFE0 lze svislou osu ekvivalentně popsat hodnotou nE0, kde n (někdy též z) udává počet elektronů a E0 standardní redukční potenciál přeměny.

## Sestrojení diagramu

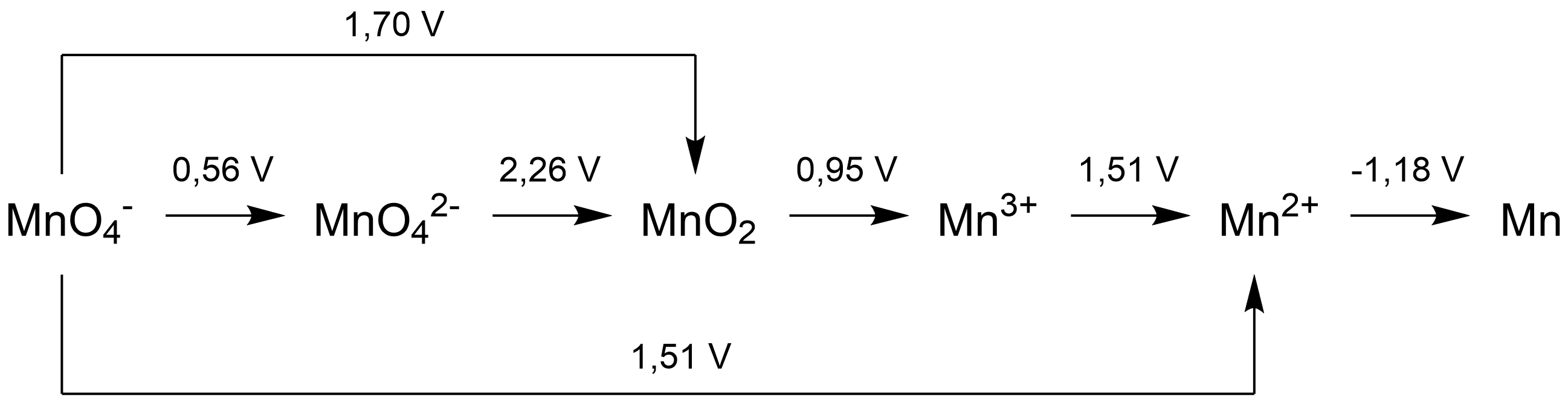
Latimerův diagram manganu, ze kterého lze sestrojit Frostův diagram

Frostův diagram pro daný prvek lze sestrojit z daného Latimerova diagramu, kde se stavu s oxidačním stavem 0 přiřadí hodnota ΔG0 = 0. Hodnoty ostatních oxidačních stavů jsou pak vyneseny pomocí hodnot standardních redukčních potenciálů daného redoxního páru, které lze určit z Latimerova diagramu; tyto diagramy však popisují situaci pouze za konkrétního pH.

## Interpretace diagramu
Kladná směrnice spojnice dvou stavů naznačuje, že standardní redukční potenciál bude rovněž kladný, a obráceně. Takto je možné určit znaménko Gibbsovy energie daného přechodu a určit, zda reakce proběhne samovolně.

### Disproporcionace
Pokud bod určitého oxidačního stavu leží "nad spojnicí" dvou jiných stavů (graf spojnice by se dal popsat jako konkávní), bude tento stav náchylný k disproporcionaci na tyto dva stavy (například HMnO -
4  bude při pH 0 disproporcionovat na MnO2 a MnO -
4 ). Stavy, které leží v "konvexní" části grafu, tedy "pod spojnicí" dvou vedlejších stavů jsou naopak vůči disproporcionaci termodynamicky odolné.